# Othakadai
Othakadai es una  ciudad censal situada en el distrito de Madurai en el estado de Tamil Nadu (India). Su población es de 15152 habitantes (2011). Se encuentra a 11 km de Madurai.

## Demografía
Según el censo de 2011 la población de Othakadai era de 15152 habitantes, de los cuales 7705 eran hombres y 7447 eran mujeres. Othakadai tiene una tasa media de alfabetización del 92,13%, superior a la media estatal del 80,09%: la alfabetización masculina es del 95,74%, y la alfabetización femenina del 88,41%.